# 189944 Leblanc
189944 Leblanc è un asteroide della fascia principale. Scoperto nel 2003, presenta un'orbita caratterizzata da un semiasse maggiore pari a 3,1820399 au e da un'eccentricità di 0,0431544, inclinata di 10,97218° rispetto all'eclittica.
L'asteroide è dedicato all'astronomo statunitense Thierry Leblanc.